# دانشگاه چیبا
دانشگاه چیبا (千葉大学، Chiba Daigaku) یک دانشگاه ملی در شهر چیبا، ژاپن است. دانشگاه چیبا در سال ۲۰۱۰ تحت قانون شرکت دانشگاه ملی دوباره ادغام شد. دانشگاه چیبا در رتبه‌بندی دانشگاه‌های آسیا در سال ۲۰۱۹ توسط «آموزش عالی تایمز» در رتبه ۱۶۸ قرار گرفته‌است. شکل کوتاه آن چیبادی (千葉大) است.
در حال حاضر، دانشگاه چیبا از ۹ دانشکده، کتابخانه دانشگاه، بیمارستان دانشگاه و سایر امکانات آموزشی و تحقیقاتی تشکیل شده‌است. این دانشگاه با ۱۱۱۷۹ دانشجو در مقطع کارشناسی، مدت زیادی است که یکی از بزرگ‌ترین دانشگاه‌های ژاپن بوده‌است. در مورد مقطع تحصیلات تکمیلی، حدود ۲۳۵۴ دانشجو در ۱۰ رشته کارشناسی ارشد و ۱۲۲۰ دانشجو در ۹ رشته دکتری وجود دارد.